# Championnats de Jamaïque de cyclisme sur route
Les championnats de Jamaïque de cyclisme sur route sont les championnats nationaux de cyclisme sur route organisés par la Fédération Jamaïcaine de cyclisme sur route.

## Hommes

### Podiums de la course en ligne
| Année | Vainqueur          | Deuxième           | Troisième          |
| ----- | ------------------ | ------------------ | ------------------ |
| 2006  | Dean Martin        | Marlowe Rodman     | Tyrone Edwards     |
| 2007  | Linford Blackwood  | Oneil Sinclair     | Oneil Samuels      |
| 2010  | Oneil Samuels      | Marlowe Rodman     | Lionel Stewart     |
| 2011  | Shaquille Sinclair | Marlowe Rodman     | Tinga Turner       |
| 2012  | Linford Blackwood  | Thailer Hill       | Shaquille Sinclair |
| 2013  | Oshane Williams    | Peter Thompson     | Thailer Hill       |
| 2014  | Oneil Samuels      | Oshane Williams    | Mario Brooks       |
| 2015  | Oneil Samuels      | Peter Thompson     | Clavian Williams   |
| 2016  | Oshane Williams    | Marlowe Rodman     | Danzie Stewart     |
| 2017  | Oshane Williams    | Shaquille Sinclair | Clavian Williams   |
| 2018  | Russell Small      | Oniel Sinclair     | Jemar Brissett     |
| 2019  | Russell Small      | Mark Williams      | Obrian Madourie    |
| 2020  | Pas organisé       | Pas organisé       | Pas organisé       |
| 2021  | Alex Morgan        | Andrew Ramsay      | Jerome Forrest     |
| 2022  | Barrington Bailey  | Thailer Hill       | Khori Mauricette   |
| 2023  | Jerome Forrest     | Barrington Bailey  | Obrian Madourie    |
| 2024  | Andrew Ramsay      | Damaine Douglas    | Barrington Bailey  |
| 2025  | Melvin McFarlane   | Andrew Ramsay      | Cleveland Sharpe   |

Multi-titrés
- 3 : Oneil Samuels, Oshane Williams
- 2 : Russell Small

### Podiums du contre-la-montre
| Année | Vainqueur         | Deuxième           | Troisième         |
| ----- | ----------------- | ------------------ | ----------------- |
| 2006  | Alden Clunis      | Richard Bowen      | Tinga Turner      |
| 2007  | Alden Clunis      | Tinga Turner       | Lionel Stewart    |
| 2010  | Oneil Samuels     | Tinga Turner       | Leighton Anderson |
| 2011  | Michael Daley     | Marlowe Rodman     | Horace McFarlane  |
| 2012  | Peter Thompson    | Linford Blackwood  | Claveland Sharpe  |
| 2013  | Peter Thompson    | Thailer Hill       | Tinga Turner      |
| 2014  | Oneil Samuels     | Oshane Williams    | Thailer Hill      |
| 2015  | Peter Thompson    | Russell Small      | Danzie Stewart    |
| 2016  | Peter Thompson    | Clavian Williams   | Daniel Palmer     |
| 2017  | Peter Thompson    | Clavian Williams   | Kevin Lyons       |
| 2018  | Kevin Lyons       | Jassette Bromfield | Mordecai Baines   |
| 2019  | Phillip McCatty   | Tinga Turner       | Daniel Palmer     |
| 2020  | Pas organisé      | Pas organisé       | Pas organisé      |
| 2021  | Phillip McCatty   | Tinga Turner       | Barrington Bailey |
| 2022  | Phillip McCatty   | Khori Mauricette   | Barrington Bailey |
| 2023  | Barrington Bailey | Bradley McFarlane  | Obrian Madourie   |
| 2024  | Oshane Williams   | Obrian Madouri     | Andrew Ramsay     |
| 2025  | Andrew Ramsay     | Russell Small      | Barrington Bailey |

Multi-titrés
- 5 : Peter Thompson
- 3 : Phillip McCatty
- 2 : Alden Clunis, Oneil Samuels

## Femmes

### Podiums de la course en ligne
| Année | Vainqueur         | Deuxième          | Troisième        |
| ----- | ----------------- | ----------------- | ---------------- |
| 2008  | Iona Wynter-Parks | Alexandra Consten | Lesley King      |
| 2013  | Rachel Gooden     | Dahlia Palmer     | Elizabeth Mandon |

### Podiums du contre-la-montre
| Année | Vainqueur       | Deuxième      | Troisième        |
| ----- | --------------- | ------------- | ---------------- |
| 2013  | Bianca Hernould | Dahlia Palmer | Elizabeth Mandon |

## Hommes Juniors

### Podiums de la course en ligne
| Année | Vainqueur        | Deuxième          | Troisième          |
| ----- | ---------------- | ----------------- | ------------------ |
| 2010  | Thailer Hill     | Oshane Williams   | Shaquille Sinclair |
| 2012  | Dervin Myers     | Mario Brooks      | André Jackson      |
| 2013  | Jermar Brissett  | Owen Cardoza      | Romaine Ellis      |
| 2014  | Akeem Williams   | Dean Robertson    | Nicholas Ellis     |
| 2016  | Jonah McClure    | Andrew Ramsay     | Aduella Ottey      |
| 2018  | Demar Golding    | Stephen McCalla   | Quacy Bruce        |
| 2019  | Brandon Baker    |                   |                    |
| 2020  | Pas organisé     | Pas organisé      | Pas organisé       |
| 2021  | Khori Mauricette | Bradley McFarlane | Duwayne Douglas    |
| 2022  | Cajur Chue       | Jaequan Dixon     | Duwayne Douglas    |
| 2024  | Jaequan Dixon    | Peter Robinson    | Khalil Francis     |
| 2025  | Khalil Francis   | Kemari Hamilton   |                    |

### Podiums du contre-la-montre
| Année | Vainqueur         | Deuxième          | Troisième         |
| ----- | ----------------- | ----------------- | ----------------- |
| 2013  | Romaine Ellis     | André Jackson     | Conrad Johnson    |
| 2014  | André Jackson     | Akeem Wilson      | Dean Robertson    |
| 2018  | Demar Golding     | Stephen McCalla   | Quacy Bruce       |
| 2019  | Demar Golding     | Brandon Baker     | Quacy Bruce       |
| 2020  | Pas organisé      | Pas organisé      | Pas organisé      |
| 2021  | Khori Mauricette  | Bradley McFarlane |                   |
| 2022  | Cajur Chue        | Jaequan Dixon     | Kristan McFarlane |
| 2023  | Kristan McFarlane | Cajur Chue        | Khalil Francis    |
| 2024  | Khalil Francis    | Kristan McFarlane | Peter Robinson    |
| 2025  | Zane Smith        | Elisha Russell    | Kemari Hamilton   |

## Femmes Juniors

### Podiums de la course en ligne
| Année | Vainqueur     | Deuxième | Troisième |
| ----- | ------------- | -------- | --------- |
| 2010  | Dahlia Palmer |          |           |